# Rhagomys
Rhagomys (Рагоміс) — рід гризунів з родини Хом'якові (Cricetidae).

## Опис
Ці гризуни можуть досягати довжини тіла близько дев'яти сантиметрів і приблизно такої ж довжини хвіст. Хутро зверху оранжево-червоне, низ трохи світліший. Хвіст слабо покритий волоссям. Вуха короткі й ледь стирчать з хутра. Як представник Sigmodontinae вони мають ніготь а не кіготь на першому пальці задньої ноги. Тіло показує адаптації до деревного життя. Аналіз ДНК показав, що це сестринський таксон до Thomasomys.

## Проживання
Rhagomys rufescens відомі тільки в бразильському штаті Ріо-де-Жанейро. Rhagomys longilingua живе в лісах на південному сході Перу (регіони Мадре-де-Діос і Куско).